# Labeobarbus nthuwa
Labeobarbus nthuwa är en fiskart som beskrevs av Tweddle och Skelton 2008. Labeobarbus nthuwa ingår i släktet Labeobarbus och familjen karpfiskar. Inga underarter finns listade i Catalogue of Life.